# Света Петка (Горно Оризари)
Вижте пояснителната страница за други значения на Света Петка.
„Света Петка Римлянка“ (на македонска литературна норма: „Света Петка“) е православна църква в скопското село Горно Оризари, Северна Македония. Част е от Скопската епархия на Македонската православна църква – Охридска архиепископия.
На мястото на храма в XII – XIII век е изградена църква, от която е запазена само част, която е консервирана от Консервационния център в Скопие и е вградена в новия храм. Цената на новия храм е около 40 хиляди евро. Новата църква е кръстокуполен храм и е осветена на 8 август 2015 година от архиепископ Стефан Охридски и Македонски.